# Regno di Strathclyde

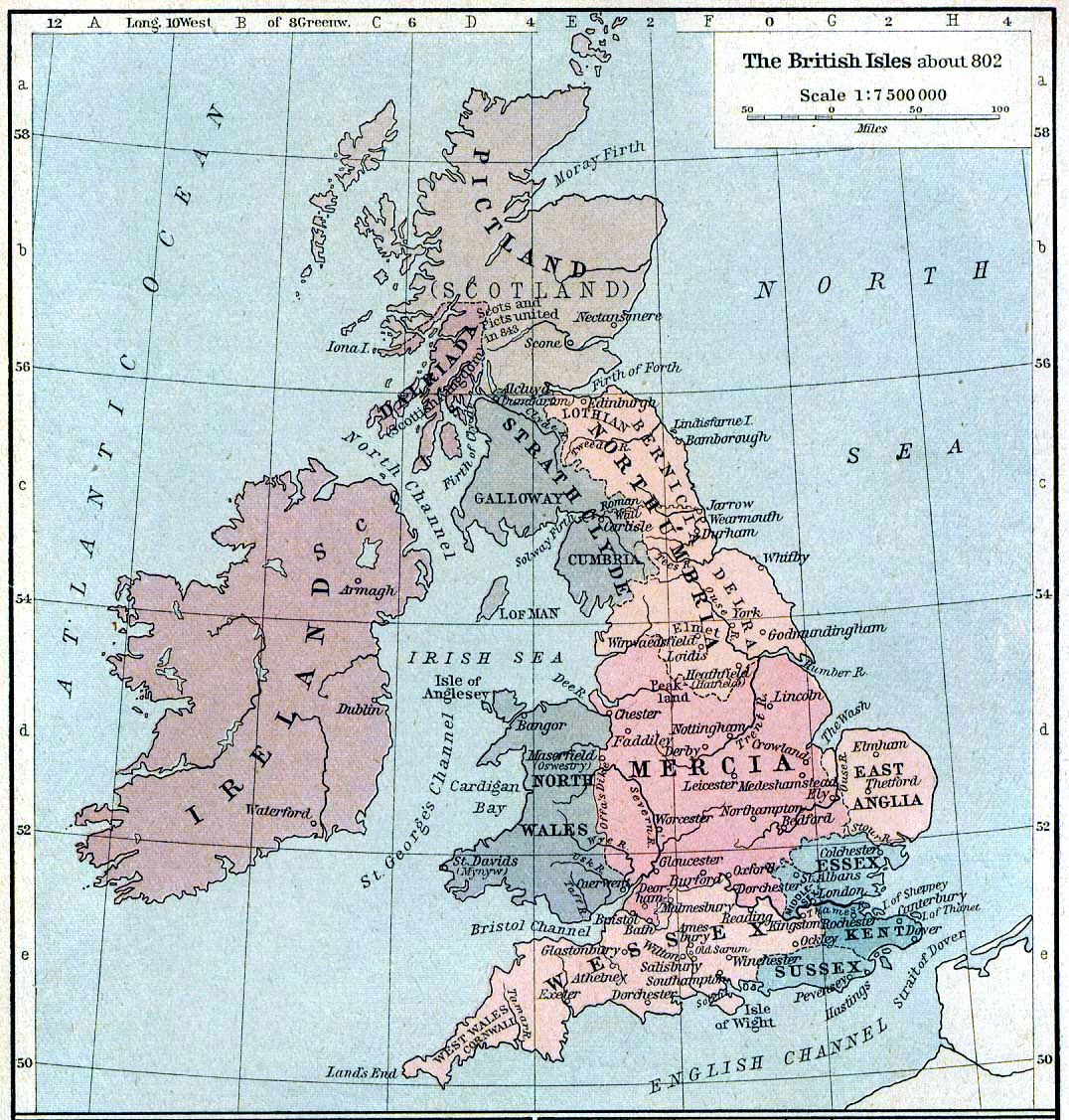
I regni scozzesi e l'Eptarchia anglosassone all'inizio del IX secolo

Strathclyde o Alt Clut (Srath Chluaidh in gaelico e Ystrad Clud in gallese, significa “valle del fiume Clyde”) era uno dei quattro regni dell'antica Scozia, nati dopo il ritiro delle legioni romane dalla Britannia (inizi del V secolo). Questi reami erano: Dalriada, Pittavia (o Pictavia), Gododdin e, appunto, Strathclyde. La sua origine potrebbe essere rintracciata nella tribù dei damnoni menzionati nella Geografia di Tolomeo. Toponimi ed evidenze archeologiche mostrano con chiarezza la presenza di insediamenti vichinghi e vichingo-gaelici, oltre che anglosassoni. Linguisticamente è difficile dire se il goidelico avesse preceduto il gaelico, che fu introdotto nell'Alto Medioevo.
Ben presto i territori meridionali di Gododdin (a partire da Edimburgo) furono progressivamente invasi dal regno di Bernicia, che all'epoca faceva parte della Northumbria ed era popolato dagli angli. Dalriada, invece, era abitata da una popolazione irlandese, che poi si sarebbe definita scozzese e che regnò su tutta la Scozia. Strathclyde, invece, era abitata da nativi britannici. A partire dalla metà dell'VIII secolo, però, Strathclyde fu governata da aristocratici irlandesi ed era divenuto uno Stato cliente dell'Inghilterra. La capitale era Dumbarton Rock (Dun Breatann, che significa la fortezza dei britanni in gaelico scozzese), sul Firth of Clyde, il centro religioso, invece, si trovava a Govan (odierna Glasgow). L'indipendenza di Strathclyde terminò nella prima metà dell'XI secolo, anche se la regione rimase un'area distinta dalla Scozia fino al XII secolo.

## Origini

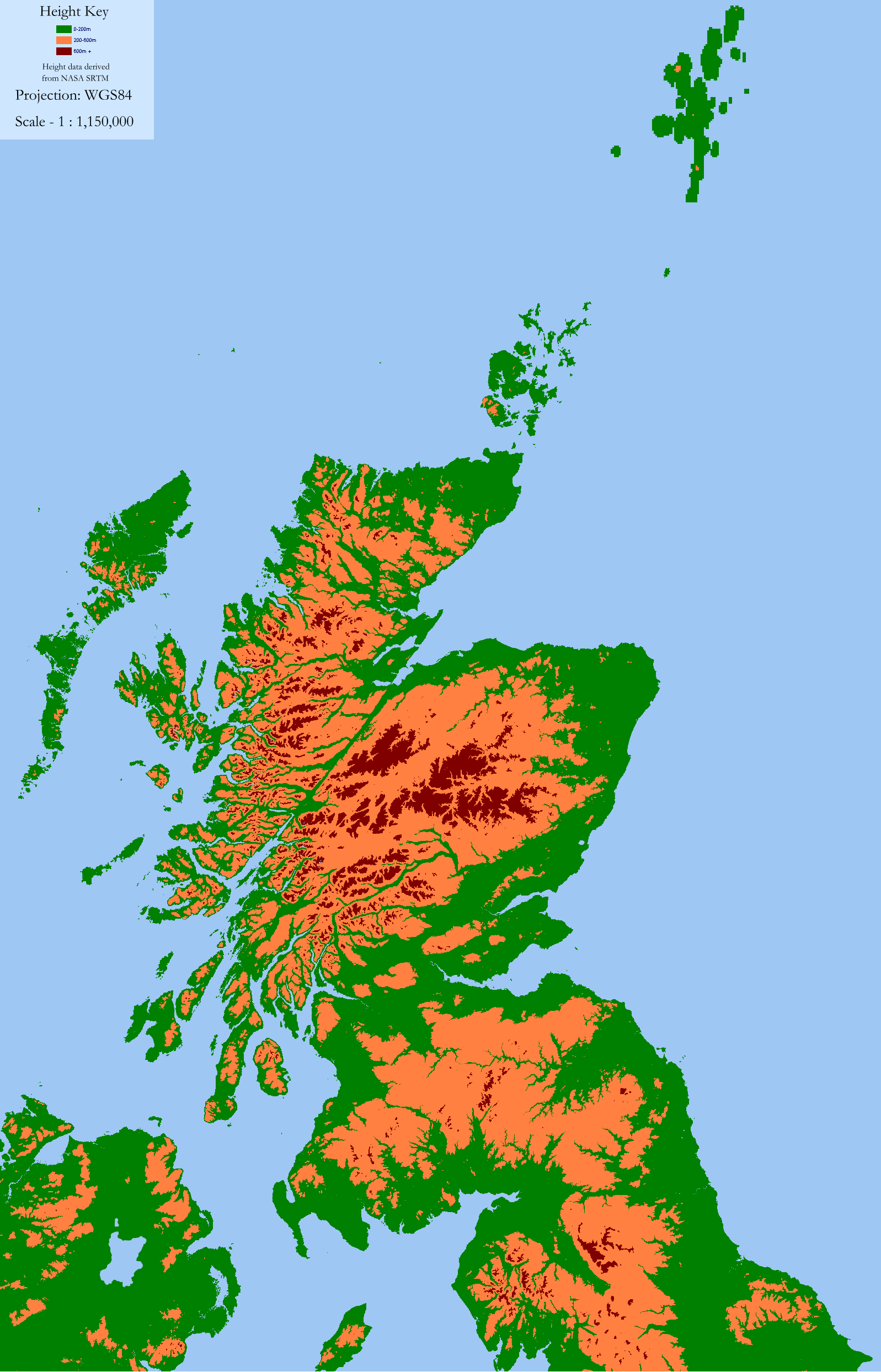
Carta fisica della Scozia e delle aree limitrofe di Irlanda e Inghilterra.

Nella sua Geografia Tolomeo elenca una serie di tribù o gruppi di tribù esistenti nel sud della Scozia al tempo dell'invasione romana della Britannia nel I secolo d.C. Oltre ai damnoni, Tolomeo elenca gli otalini, la cui capitale sembra essere stata Traprain Law. Ad ovest di questi i selgovi nelle Upland meridionali e, più ad ovet, nel Galloway, i novanti. Inoltre un gruppo conosciuto come meati, forse nell'area attorno a Stirling. Si pensa che la capitale dei damnoni fosse Carman, nei pressi di Dumbarton, 5 miglia nell'interno rispetto al fiume Clyde.
Sebbene per la maggior parte del periodo in cui Roma dominò sulla Britannia, la frontiera settentrionale fu rappresentata dal Vallo di Adriano, anche se a nord di questo esistevano fortilizi e la frontiera fu spostata per tre volte più a nord: in due di queste occasioni fino al Vallo di Antonino. Inoltre più volte le legioni compirono spedizioni punitive oltre la frontiera. Anche le popolazioni native, dal canto loro, attraversarono questo confine sia per commerciare sia per servire nell'esercito romano e sia per compiere scorrerie e razzie. Si discute comunque su quanto la romanizzazione abbia attecchito nei popoli al di là dei confini e, in special modo, sui damnoni. Le posizioni degli studiosi su questo argomento sono controverse.
Il periodo finale della dominazione romana in Britannia sembrò conoscere un aumento degli attacchi via mare e via terra dei popoli del nord, tra cui pitti, scoti e i misteriosi attacotti, le cui origini sono incerte. Questi raid erano diretti anche contro i popoli della Scozia meridionale. È poco credibile che la definitiva ritirata dei romani dalla Britannia attorno al 410 d.c. abbia avuto un impatto immediato per i damnoni.

Non esiste nulla nelle fonti che attesti con certezza quali fossero i confini del regno di Alt Clut, che possono essere ipotizzati sulla base della toponomastica e della topografia: la Roccia dei britanni, che si trova sul limite settentrionale del lago di Lomond, potrebbe essere stato uno di questi confini (come potrebbe suggerire anche il lago di Lomond e Stirling potrebbe essere stati un altro punto di confine. A sud, invece, il regno si estendeva sopra la valle del Clyde e, lungo la costa, forse a sud verso Ayr

### Y Gogledd Hen
Sebbene si parli di secoli bui, il periodo successivo alla dominazione romana nella Scozia meridionale, sebbene poco conosciuto, è comunque molto meno oscuro del periodo romano. archeologi e storici hanno infatti fornito diverse descrizioni di questo periodo in quest'ultimo secolo e mezzo. Le fonti scritte disponibili per questo periodo sono soprattutto irlandesi e gallesi e davvero poche sono quelle contemporanee agli anni compresi tra il 400 e il 600.
Fonti irlandesi riportano eventi del regno di Dumbarton solo quando connessi con l'Irlanda. Ad eccezione della geremiade di VI secolo scritta da Gildas e la poesia attribuita a Taliesin e Aneirin, soprattutto l’Y Gododdin, poema che si pensa composto in Scozia nel VII secolo, le fonti gallesi sono solitamente più tarde. Alcune sono influenzate dagli atteggiamenti politici prevalenti nel Galles del IX secolo e di quelli successivi. San Beda il Venerabile, il cui pregiudizio è manifesto, raramente menziona i britanni, e quando lo fa utilizza termini non lusinghieri. 

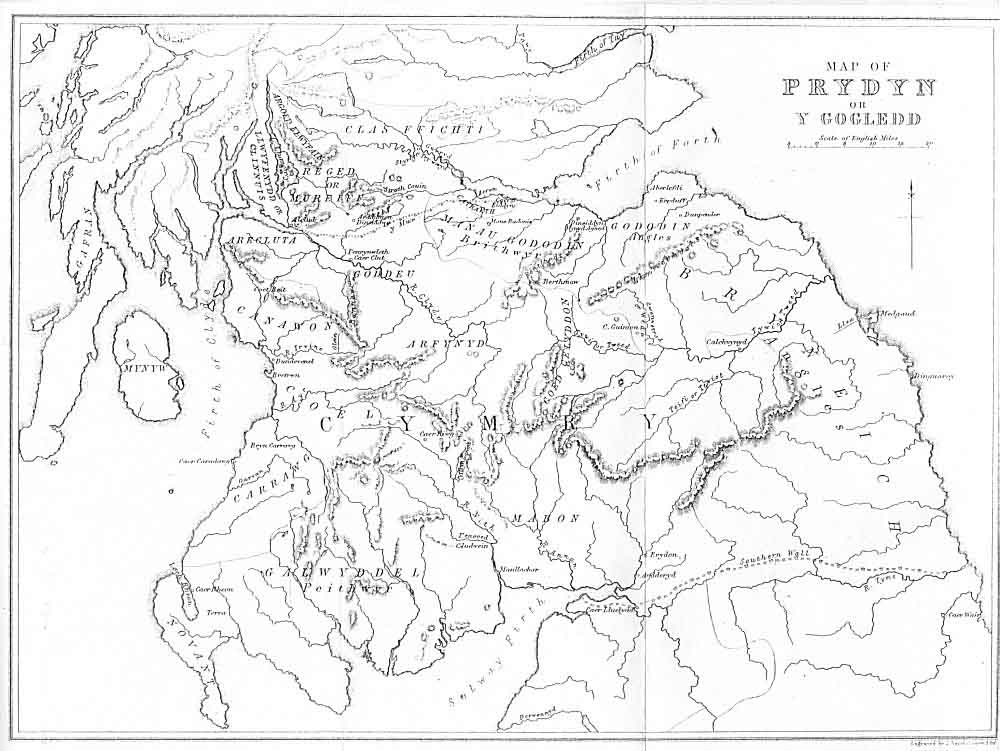
Mappa della Scozia meridionale dopo i romani da I quattro antichi libri del Galles di William Forbes Skene (1868).

Due sono i re noti dalle fonti più antiche: il primo è il tiranno Ceretic, a cui è destinata una lettera di san Patrizio, e che, secondo un biografo di VII secolo, regnò nel V secolo. Dalla lettera del santo emerge chiaramente come Ceretic fosse un cristiano, come anche la classe dirigente della regione, almeno nominalmente. Il suo discendente Riderch Hael è nominato nella Vita di san Colombano di Adomnán. Riderch visse al tempo di Áedán mac Gabráin di Dál Riata e di Urien del Rheged, a cui è collegato da diverse tradizioni e racconti, e anche di Æthelfrith di Bernicia. La cristianizzazione della scozia meridionale, se la lettera di san Patrizio a Corotico era effettivamente indirizzata a un re nello Strathclyde, aveva fatto progressi maggiori quando fecero la loro comparsa le prime fonti storiche.
Più a sud, a Whithorn, è conosciuta un'iscrizione cristiana della seconda metà del V secolo che forse commemorava una nuova chiesa. Diversamente da san Colombano, Kentigern, il presunto apostolo dei britanni del Clyde, è una figura oscura e la sua Vita scritta da Jocelyn di Furness nel XII secolo è tarda e di dubbia autenticità.

### Il regno di Alt Clut
Dopo il 600, informazioni sui britanni di Alt Clut diventano più frequenti nelle fonti. Tuttavia, gli storici si sono trovati in disaccordo su come interpretarle, producendo anche teorie e interpretazioni molto discordanti le une dalle altre.
Agli inizi del VII secolo Áedán mac Gabráin sarebbe stato il più potente sovrano della Britannia del nord e il regno di Dál Riata era all'apice della sua potenza.
Il soprannome di Áedán nella successiva poesia gallese, Aeddan Fradawg (cioè il Perfido) mostrano che non godeva di buona reputazione presso i britanni di Alt Clut e ciò probabilmente perché egli conquistò il controllo su Alt Clut. La dominanza di Áedán 
terminò attorno al 604, quando il suo esercito fu sconfitto da Æthelfrith di Bernicia nella battaglia di Degsastan.
C'è chi, sulla base di una prova piuttosto debole, ha supposto che Æthelfrith, il suo successore Edwin e i sovrani di Bernicia e Northumbria che vennero dopo di loro espansero i propri domini nel la Scozia del sud. A sostegno di tale ipotesi ci sarebbero eventi come la conquista dell'Elmet, le guerre nel Galles del nord e con il regno di Mercia, dimostrerebbero come nella prima metà del VII secolo l'attività dei northumbriani si focalizzò più a sud. Negli Annali dell'Ulster per l'anno 638 si dice: "la battaglia di Glenn Muiresan e l'assedio di Eten (cioè Din Eidyn, l'odierna Edimburgo)". Secondo alcuni questo episodio andrebbe identificato con una presa di Din Eidyn da parte di Oswald, figlio di Æthelfrith. Tuttavia, gli Annali non parlano di questa presa e neppure dei northumbriani, così che quest'identificazione è piuttosto inconsistente.
Nel 642, gli Annali dell'Ulster dicono che i britanni di Alt Clut, guidati da Eugein, figlio di Beli, sconfissero gli uomini di Dál Riata e uccisero Domnall Brecc, nipote di Áedán, nella battaglia di Strathcarron. Questa vittoria è ricordata nel poema Y Gododdin.
Ci sono poche altre notizie su Alt Clut per la restante parte del VII secolo, sebbene sia possibile che gli annali irlandesi contengano elementi che potrebbero essere collegati con Alt Clut. Infatti, per l'ultimo quarto del VII secolo sono citate una serie di battaglie, combattute soprattutto sulla costa del mare d'Irlanda, a cui presero parte i britanni, o mercenari o transfughi della Britannia del nord scacciati dagli invasori anglosassoni. Ma esiste anche la possibilità che questi scontri vadano invece inseriti nell'ambito di campagne militari condotte dai sovrani di Alt Clut. Tutti I vicini di Alt Clut (Northumbria, Pittavia e Dál Riata) inviarono di tanto in tanto eserciti in Irlanda.
Gli Annali dell'Ulster riportano due battaglie, per gli inizi dell'VIII secolo, combattute tra Alt Clut e Dál Riata: una a Lorg Ecclet (luogo sconosciuto) nel 711 e l'altra alla "roccia chiamata Minuirc" nel 717. In seguito, sempre in quell secolo, il re dei pitti Óengus condusse almeno tre campagne contro Alt Clut, senza successo. Nel 744 i pitti agirono da soli, mentre nel 750 Óengus si sarebbe alleato con Eadberht di Northumbria per portare avanti una campagna in cui Talorgan, fratello di Óengus, fu ucciso, anche se i pitti furono pesantemente sconfitti a opera di Teudebur di Alt Clut, forse a Mugdock, vicino a Milngavie. Eadberht avrebbe conquistato la pianura di Kyle verso il 750, attorno all'odierna Ayr, strappandola forse ad Alt Clut.
Teudebur morì attorno al 752 e fu probabilmente il figlio Dumnagual a fronteggiare un attacco congiunto di Óengus ed Eadberht nel 756. I pitti e I northumbriani assediarono Dumbarton Rock, ottenendo la sottomissione di Dumnagual. Dopo questo evento poco altro si sa su Alt Clut o sui suoi sovrani fino al IX secolo. Alt Clut sarebbe stata presa nel 780, sebbene non si conoscano le circostanze di tale conquista e neppure chi la portò a termine. La città di Dunblane fu presa dagli uomini di Alt Clut nell'849, forse durante il regno di Artgal.

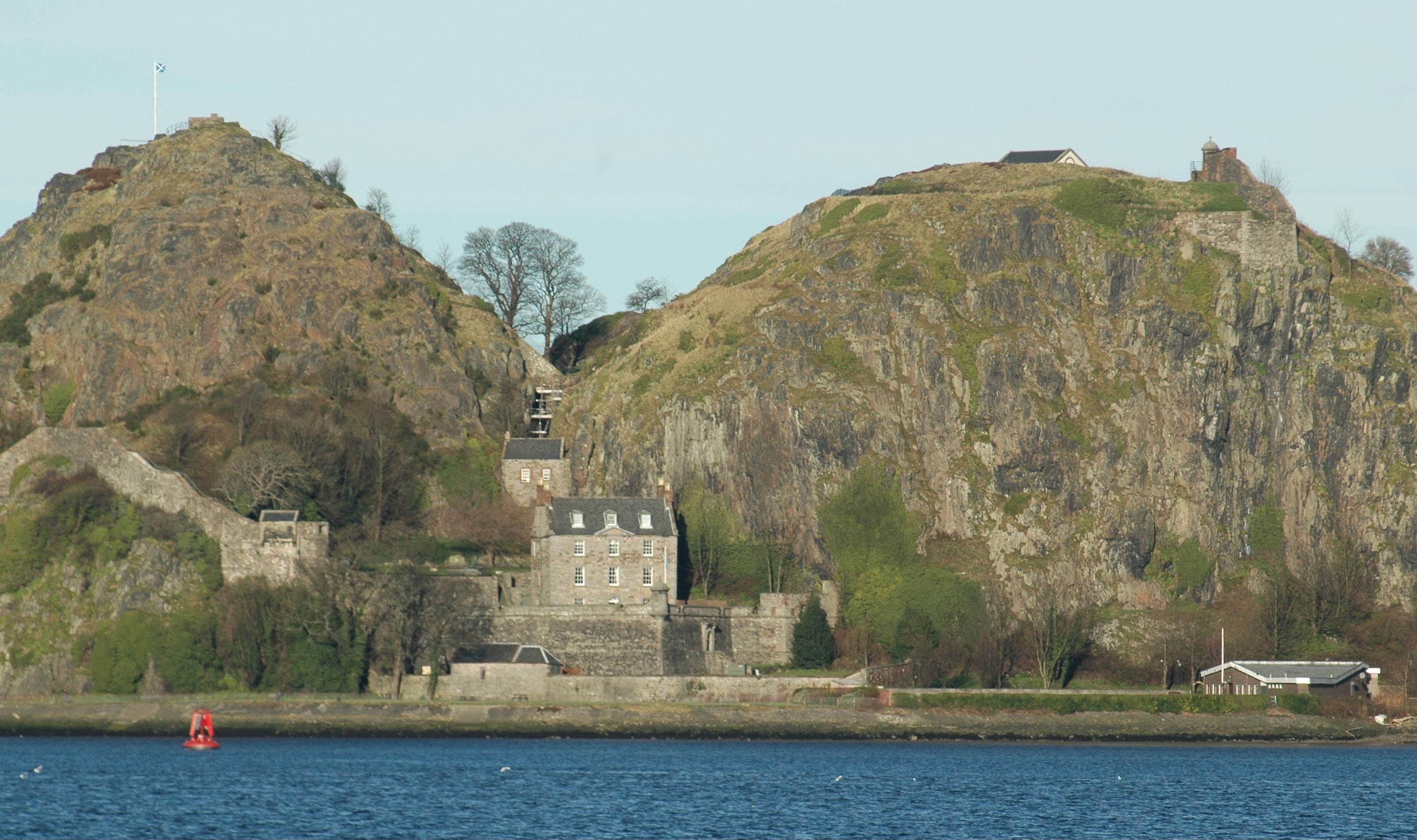
Dumbarton Rock, capitale del regno di Strathclyde dal VI secolo all'870. Il forte di Alt Clut era sulla sommità destra.

## Periodo vichingo
Nell'870 un esercito di vichinghi giunto da Dublino (Irlanda) sotto la guida dei capi Amlaíb Conung e Ímar pose per quattro mesi assediò Dumbarton Rock, che alla fine capitolò. Gli invasori fecero un gran numero di prigionieri. Per l'871 gli Annali dell'Ulster affermano:
Tra questi c'era Artgal, "re dei britanni di Strathclyde", che sarebbe stato ucciso a Dublino nell'872 su istigazione di Causantín mac Cináed. A lui successe il figlio Run di Alt Clut, che prese in moglie la sorella di Causantín. Da loro nacque Eochaid, che sarebbe poi divenuto sovrano di Strathclyde, o di Alba.
A partire da questo periodo il regno fu conosciuto col nome di Strathclyde, che forse riflette lo spostamento del centro del regno a Govan (oggi Glasgow), ma anche con quello di Cumbria e i suoi abitanti come cumbri (e potrebbe anche essere che il regno inglobasse parte dell'odierna regione inglese della Cumbria). Ed è probabile che proprio da questa data (e fino, più o meno, al X secolo) ci sia stata una forte influenza dei norvegesi su Strathclyde, come dimostrerebbero, tra le altre cose, molte tracce archeologiche.
Da questo momento in poi, e forse da molto prima, il regno di Strathclyde fu soggetto alla periodica dominazione dei sovrani di Alba. Tuttavia, la vecchia idea secondo cui gli eredi al trono scoto regnarono su Strathclyde, o su Cumbria come fosse loro appannaggio non trova in realtà un grande supporto. Quindi, non va esagerata la visione di un periodo di controllo scoto, mentre è probabile che questa fase vide la forte presenza di insediamenti vichinghi e vichingo-gaelici, com'è dimostrato dalla toponomastica.
Secondo la tradizione, dopo la deposizione di Eochaid, gli uomini di Strathclyde che rifiutarono di unirsi agli inglesi si recarono nel Gwynedd (regno del Galles settentrionale. Al loro arrivo, furono accolti da Anarawd ap Rhodri, che aiutarono in battaglia contro i sassoni. Questa presunta migrazione di un gruppo di nobili di Strathclyde, attorno all'890, spiegherebbe il crescente culto di san Kentigern nel Galles del nord. Un altro indizio a supporto della teoria della migrazione sarebbe la presenza della genealogia di Rhun ab Arthgal nella tradizione gallese. Infine, il poema Y Gododdin potrebbe essere giunto in Galles proprio con gli esiliati di Strathclyde.
In seguito, al tempo di Edoardo il Vecchio e di Atelstano, i sovrani del Wessex estesero il loro potere nel nord e Atelstano sconfisse gli uomini dello Strathclyde nel 934 e poi di nuovo, ma stavolta insieme agli scoti e ai vichingo-gaelici di Dublino, nella battaglia di Brunanburh (937).
Dopo questa battaglia, Domnall mac Eógain divenne sovrano di Strathclyde (circa 937-971), forse messo sul trono da Malcolm I di Scozia a cui re Edmondo del Wessex aveva lasciato lo Strathclyde. Domnall morì durante un pellegrinaggio a Roma (975): durante questo periodo il regno di Strathclyde si sarebbe esteso verso sud, nell'odierna Cumbria inglese, anche se ciò non è per nulla certo.

## La fine di Strathclyde
L'effettiva indipendenza di Strathclyde terminò con la morte di Eogan II di Strathclyde (nel 1018 nella battaglia di Carham) o comunque prima del 1054, quando il regno sembra effettivamente cadere sotto il dominio degli scoti, molto probabilmente al tempo di re Malcolm III di Scozia (morto nel 1034).
Nel 1054, il sovrano inglese Edoardo il Confessore inviò l’Earl Siward, conte di Northumbria contro gli scoti di re Mac Bethad mac Findláich, per rimettere sul trono di Strathclyde Máel Coluim, "figlio del re cumbri". Secondo alcuni storici Máel Coluim sarebbe in realtà il tardo sovrano scoto Malcolm III di Scozia (Máel Coluim Cenn Mór). Non si sa per quanto tempo Máel Coluim restò "re dei cumbri".
Comunque nel corso degli Anni ‘70 dell'XI secolo, se non anche prima, durante il regno di Malcolm III di Scozia, gli scoti sembrano controllare di nuovo Strathclyde. Ormai questo regno era diventato un appannaggio, come dimostra il fatto che il re Alessandro I di Scozia lo concesse al fratello Davide (il futuro re Davide I) nel 1107.